# Wiosła w dłoń
Wiosła w dłoń (ang. Without a Paddle) – amerykański film fabularny z 2004 roku w reżyserii Stevena Brilla, wyprodukowany przez wytwórnię Paramount Pictures. Główne role w filmie zagrali Seth Green, Matthew Lillard i Dax Shepard.
Film doczekał się kontynuacji filmu Wiosła w dłoń: Zew natury po pięciu latach.

## Fabuła
Tom Marshall (Dax Shepard), Jerry Conlaine (Matthew Lillard) i Dan Mott (Seth Green) obiecują sobie wieczną przyjaźń. Po latach trzech z nich spotyka się na pogrzebie czwartego. Wkrótce znajdują mapę narysowaną przez nieżyjącego kolegę pokazującą drogę do skarbu. Przyjaciele postanawiają wyruszyć na wielką wyprawę.

## Obsada
- Seth Green jako Dan Mott
- Matthew Lillard jako Jerry Conlaine
- Dax Shepard jako Tom Marshall
- Burt Reynolds jako Del Knox
- Bonnie Somerville jako Denise
- Ethan Suplee jako Elwood
- Ray Baker jako szeryf Briggs
- Abraham Benrubi jako Dennis
- Rachel Blanchard jako Flower
- Christina Moore jako Butterfly
- Anthony Starr jako Billy Newwood

## Odbiór

### Krytyka
Film Wiosła w dłoń spotkał się z negatywną reakcją krytyków. W serwisie Rotten Tomatoes 14% ze stu dwudziestu sześciu recenzji filmu jest pozytywne (średnia ocen wyniosła 3,92 na 10). Na portalu Metacritic średnia ocen z 27 recenzji wyniosła 29 punktów na 100.